# 임철순 (1937년)
임철순(1937년 8월 4일~2017년 3월 12일)은 대한민국의 정치인이다. 제11·12대 국회의원을 지냈다.

## 역대 선거 결과
|  | 33.79% |

|  | 29.34% |

| 전임 장성만 | 제7대 민주정의당 정책위원회 의장 1987년 5월 13일~1987년 7월 14일 | 후임 남재희 |